# Heiner Kock
Heiner Kock (* 1990 in Malchow) ist ein deutscher Theaterschauspieler.

## Leben und Beruf
Kock, der ursprünglich Musicaldarsteller werden wollte, sammelte erste Bühnenerfahrung bei den Freiluftspielen in Waren (Müritz). Dort erkannte die Regisseurin Ute Lubosch sein Talent: Er könne mehr als Singen und Tanzen.
Kock studierte an der Hochschule für Musik und Theater „Felix Mendelssohn Bartholdy“ Leipzig. In dieser Zeit übernahm er Rollen unter anderem in Jekyll & Hyde (Musikalische Komödie Leipzig, 2013),  Und dann (Schauspiel Leipzig, 2013). Der große Marsch von Wolfgang Lotz, Regie Sebastian Hartmann, im Centraltheater Leipzig, in dem er diverse Rollen spielte, wurde 2013 mit dem Ensemblepreis des Bundesministeriums für Bildung und Forschung ausgezeichnet.
Nach dem Studienende 2014 erhielt er das erste Festengagement am Landestheater Tübingen. Er gab unter anderem den Tempelherrn in Nathan der Weise, den Isegrim in Reinecke Fuchs und den Demian in der Bühnenfassung von Hermann Hesses Erzählung Demian in der Regie von Dominik Günther. 2018 war er wieder im Leipziger Schauspiel in der Uraufführung von Eigentlich müssten wir tanzen (Regie Daniel Foerster) zu sehen. Dem Ensemble des Theaters Lübeck gehört er seit der Spielzeit 2018/2019 an. Dort wurde er in seiner ersten Spielzeit unter anderem in der Dreigroschenoper eingesetzt.
Neben der Bühnenarbeit ist Kock als Synchronsprecher tätig, liest Hörbücher ein und ist an Lesungen beteiligt. Außerdem absolvierte er eine Stunt-Ausbildung.